# Thondamuthur
Thondamuthur é uma panchayat (vila) no distrito de Coimbatore, no estado indiano de Tamil Nadu.

## Demografia
Segundo o censo de 2001,  Thondamuthur  tinha uma população de 8386 habitantes. Os indivíduos do sexo masculino constituem 52% da população e os do sexo feminino 48%. Thondamuthur tem uma taxa de literacia de 68%, superior à média nacional de 59.5%: a literacia no sexo masculino é de 79% e no sexo feminino é de 56%. Em Thondamuthur, 15% da população está abaixo dos 6 anos de idade.